# Michael John Hoban

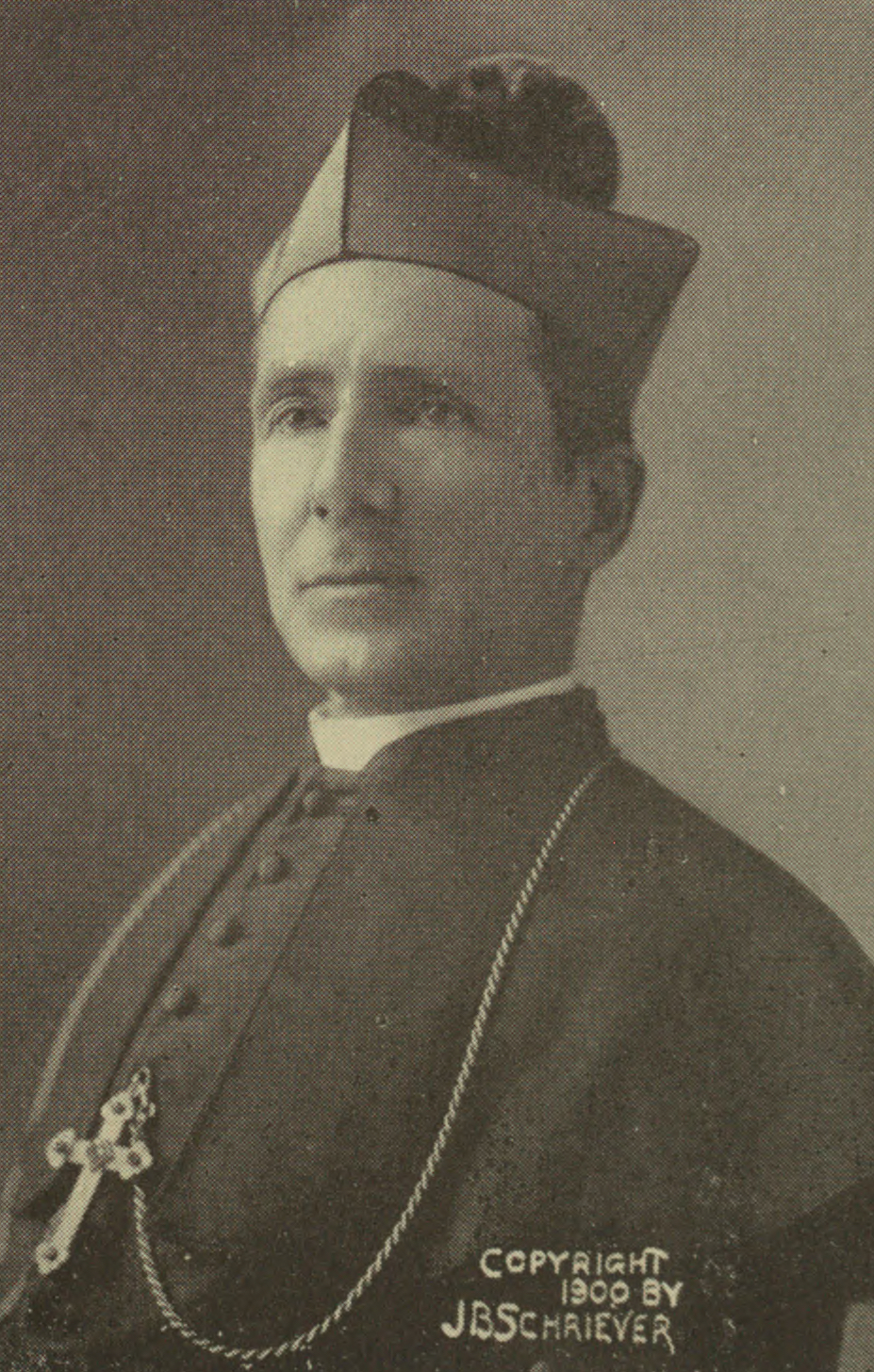
Foto von Michael John Hoban

Michael John Hoban (* 6. Juni 1853 in Waterloo Village, New Jersey; † 13. November 1926 in Scranton, Pennsylvania) war Bischof von Scranton.

## Leben
Michael John Hoban wuchs in Hawley, Pennsylvania auf und studierte ab 1868 an verschiedenen katholischen Priesterseminaren in Pennsylvania, New York und Massachusetts. 1875 wurde er für weitere Studien ans Päpstliche Nordamerika-Kolleg nach Rom entsandt. Dort wurde er am 22. Mai 1880 von Kardinal Raffaele Monaco La Valletta zum Priester geweiht. Hoban kehrte ins Bistum Scranton zurück und war dort ab 1885 als Gemeindepfarrer tätig. Nach Errichtung der Gemeinde von Ashley, Pennsylvania, wurde er dort 1887 zum ersten Gemeindepfarrer bestellt.
Papst Leo XIII. ernannte ihn am 1. Februar 1896 zum Titularbischof von Alalis und bestellte ihn zum Koadjutorbischof von Scranton. Die Bischofsweihe spendete ihm am 22. März desselben Jahres Kardinal Francesco di Paola Satolli, Apostolischer Delegat in den Vereinigten Staaten. Mitkonsekratoren waren Thomas McGovern, Bischof von Harrisburg, und Thomas Daniel Beaven, Bischof von Springfield. Nach dem Tod von William O’Hara am 3. Februar 1899 folgte er diesem als Bischof von Scranton. Während Hobans Amtszeit stieg der katholische Einfluss in Scranton, so verdoppelte sich die Zahl von Gemeinden und Pfarrern zwischen 1899 und 1926. Bis 1911 stieg die Zahl der katholischen Bevölkerung zudem von 135.000 auf 265.000. Hoban erlebte in Pennsylvania auch eine ethnische Spaltung, die er in seinem Bistum jedoch eindämmen konnte. Er starb 1926 im Alter von 73 Jahren und wurde in der Kathedrale von Scranton beigesetzt.